# The Coca-Cola Company
The Coca-Cola Company američka je tvrtka koja proizvodi razna gazirana i negazirana bezalkoholna pića. Primjeri tih pića su: Coca-Cola, Sprite, Fanta, Beverly itd.

## Proizvodi tvrtke Coca-Cola

### Beverly
Beverly je gazirano bezalkoholno piće koje se često konzumira kao bezalkoholni aperitiv, a proizvodi ga The Coca-Cola Company i prodaje u Italiji. 
Karakteristični gorki okus pića (koji se često opisuje kao sličan grejpu) nastaje zbog kinina. Kinin je ujedno i ključni sastojak tonik vode, još jednog bezalkoholnog pića gorkog okusa. Gorak okus Beverlyja postao je poznat mnogim amerikancima nakon što su ga probali na mjestima za kušanje Coca-Cole u World of Coca-Cola muzejima u Atlanti u Georgiji, Las Vegasu u Nevadi i u Club Coolu u Epcotu u Orlandu na Floridi, te ga mnogi smatraju jednim od najgorih bezalkoholnih pića.
Beverly će emitirati fluorescentnu svjetlost pod UV svjetlom, zbog prisutnosti kinina. Zapravo, osjetljivost kinina na UV svjetlo je tolika da će svjetliti na direktnom suncu.